# Nosy Mangabe
Nosy Mangabe je majhen otoški rezervat v zalivu Antongil, približno 2 km od obale mesta Maroantsetra na severovzhodu Madagaskarja. Dostopen je z majhnim čolnom in je del večjega kompleksa narodnega parka Masoala. Slednji je narodni park tropskega deževnega gozda za vrsto lemurja, Madagaskarski dolgoprstež aki aje-aje (Daubentonia madagascariensis). Leži dovolj blizu Maroantsetre za enodnevni izlet, čeprav je priporočljiva nočitev za ogled nočnega aje-aje.

## Zgodovina
Otok ima bogato zgodovino trgovanja in piratstva. Na zahodni strani otoka so skalne rezbarije nizozemskih mornarjev iz 16. stoletja. V 17. stoletju so na območje vdrli Francozi, ki so ustanovili trgovsko postojanko. Britanski pisatelj znanstvene fantastike Douglas Adams je obiskal otok v iskanju aje-aje, za radijski program in ene od svojih manj znanih knjig, Last Chance to See.

## Geografija
Nosy Mangabe je 520 hektarjev velik otoški narodni park v zalivu Antongil na severovzhodu Madagasgarja. Otok je pokrit z gostim gozdom, ima nadmorsko višino 1331 metrov in letna količina padavin je 4000 milimetrov. Na otoku ni stalnih naselij; kamp s kopalnico in kuhinjo služi kot bazni tabor za biologe, raziskovalce in eko-turiste. Najboljši način za ogled otoka je z čolnom iz Maroansetre, ki traja približno 45 minut.

## Rastlinstvo in živalstvo
Otok je pokrit z gostim vlažnim gozdom in je bil ustanovljen kot rezervat za aje-aje, ki so bili na otok uvedeni v 1960-ih. Bili so v nevarnosti izumrtja, saj so jih stoletja lovili domačini, ki so jih imeli za simbol smrti in znanilca zla. Svetovna zveza za varstvo narave (IUCN) jih je kategorizirala kot ogrožene. Na otoku so še štiri vrste lemurjev; vzhodni volnati lemur (Avahi laniger), beločeli lemur (Eulemur albifrons), črno-beli lemur (Varecia variegata) in sivi mišji lemur (Microcebus murinus).
Madagaskarski palisander (Dalbergia baronii) je ranljivo drevo, ki ga najdemo na otoku.